# Окоги, Джош
Джошуа Алойе Окоги (англ. Joshua Aloiye Okogie; род. 1 сентября 1998, Лагос, Лагос) — нигерийский и американский профессиональный баскетболист, выступающий за команду НБА «Хьюстон Рокетс». Играет на позиции атакующего защитника.

## Студенческая карьера

### Джорджия Тек Йеллоу Джекетс
Будучи первокурсником, играя за команду Технологического института Джорджии «Джорджия Тек Йеллоу Джекетс» набирал в среднем 16,1 очков за игру и делал 5,4 подбора. По итогам сезона вошёл в сборную первокурсников Конференции атлантического побережья.
Во время выступлений на втором курсе Окоги улучшил свои статистические показатели набирая в среднем за игру 18,2 очка и делая 6,3 подбора. 21 мая 2018 года выставил свою кандидатуру на Драфт НБА 2018 года.

## Профессиональная карьера

### Миннесота Тимбервулвз (2018—2022)
21 июня 2018 года был выбран на Драфте НБА 2018 года командой «Миннесота Тимбервулвз» под общим 20-м номером. После ухода Джимми Батлера в «Филадельфию» стал игроком стартового состава, играя в среднем почти 24 минуты в своём дебютном сезоне.
29 января 2019 года был выбран для участия в Матче восходящих звёзд 2019 года.

### Финикс Санз (2022—2025)
2 июля 2022 года Окоги подписал контракт с клубом «Финикс Санз».
12 июля 2024 года Окоги продлил контракт с клубом на 2 года и 16 млн долларов.

### Шарлотт Хорнетс (2025)
15 января 2025 года Окоги и три будущих драфт-пика второго раунда были обменяны в «Шарлотт Хорнетс» на Ника Ричардса и один будущий выбор второго раунда. 24 января, во время своей третьей игры за «Хорнетс», Окоги оформил дабл-дабл с лучшими в сезоне показателями в 16 очков и 10 подборов в поражении от «Портленд Трэйл Блэйзерс» со счетом 97:102. 15 июля «Хорнетс» отчислили Окоги.

### Хьюстон Рокетс (2025)
22 июля 2025 года Окоги подписал однолетний контракт с «Хьюстон Рокетс».

## Статистика

### Статистика в НБА
| Сезон   | Команда   | Регулярный сезон | Регулярный сезон | Регулярный сезон | Регулярный сезон | Регулярный сезон | Регулярный сезон | Регулярный сезон | Регулярный сезон | Регулярный сезон | Регулярный сезон | Регулярный сезон | Серия плей-офф | Серия плей-офф | Серия плей-офф | Серия плей-офф | Серия плей-офф | Серия плей-офф | Серия плей-офф | Серия плей-офф | Серия плей-офф | Серия плей-офф | Серия плей-офф |
| Сезон   | Команда   | GP               | GS               | MPG              | FG%              | 3P%              | FT%              | RPG              | APG              | SPG              | BPG              | PPG              | GP             | GS             | MPG            | FG%            | 3P%            | FT%            | RPG            | APG            | SPG            | BPG            | PPG            |
| ------- | --------- | ---------------- | ---------------- | ---------------- | ---------------- | ---------------- | ---------------- | ---------------- | ---------------- | ---------------- | ---------------- | ---------------- | -------------- | -------------- | -------------- | -------------- | -------------- | -------------- | -------------- | -------------- | -------------- | -------------- | -------------- |
| 2018/19 | Миннесота | 74               | 52               | 23,7             | 38,6             | 27,9             | 72,8             | 2,9              | 1,2              | 1,2              | 0,4              | 7,7              | Не участвовал  | Не участвовал  | Не участвовал  | Не участвовал  | Не участвовал  | Не участвовал  | Не участвовал  | Не участвовал  | Не участвовал  | Не участвовал  | Не участвовал  |
| 2019/20 | Миннесота | 62               | 28               | 25,0             | 42,7             | 26,6             | 79,6             | 4,3              | 1,6              | 1,1              | 0,4              | 8,6              | Не участвовал  | Не участвовал  | Не участвовал  | Не участвовал  | Не участвовал  | Не участвовал  | Не участвовал  | Не участвовал  | Не участвовал  | Не участвовал  | Не участвовал  |
| 2020/21 | Миннесота | 59               | 37               | 20,3             | 40,2             | 26,9             | 76,9             | 2,6              | 1,1              | 0,9              | 0,5              | 5,4              | Не участвовал  | Не участвовал  | Не участвовал  | Не участвовал  | Не участвовал  | Не участвовал  | Не участвовал  | Не участвовал  | Не участвовал  | Не участвовал  | Не участвовал  |
| 2021/22 | Миннесота | 49               | 6                | 10,5             | 40,4             | 29,8             | 68,6             | 1,4              | 0,5              | 0,5              | 0,2              | 2,7              | 1              | 0              | 2,0            | -              | -              | -              | 0,0            | 0,0            | 0,0            | 0,0            | 0,0            |
| 2022/23 | Финикс    | 72               | 26               | 18,8             | 39,1             | 33,5             | 72,4             | 3,5              | 1,5              | 0,8              | 0,5              | 7,3              | 10             | 5              | 17,5           | 37,8           | 14,3           | 84,6           | 2,1            | 1,3            | 0,6            | 0,2            | 4,1            |
| 2023/24 | Финикс    | 60               | 11               | 16,0             | 41,7             | 30,9             | 74,5             | 2,6              | 1,1              | 0,8              | 0,4              | 4,6              | 4              | 0              | 7,3            | 55,6           | 33,3           | 50,0           | 1,0            | 0,5            | 0,5            | 0,0            | 3,5            |
| 2024/25 | Финикс    | 25               | 1                | 14,0             | 49,1             | 38,1             | 68,8             | 2,9              | 0,6              | 0,8              | 0,4              | 6,0              | Не участвовал  | Не участвовал  | Не участвовал  | Не участвовал  | Не участвовал  | Не участвовал  | Не участвовал  | Не участвовал  | Не участвовал  | Не участвовал  | Не участвовал  |
| 2024/25 | Шарлотт   | 15               | 6                | 18,3             | 38,8             | 32,0             | 77,4             | 2,7              | 1,3              | 1,8              | 0,5              | 8,9              | Не участвовал  | Не участвовал  | Не участвовал  | Не участвовал  | Не участвовал  | Не участвовал  | Не участвовал  | Не участвовал  | Не участвовал  | Не участвовал  | Не участвовал  |
|         | Всего     | 416              | 167              | 19,1             | 40,6             | 29,9             | 74,7             | 3,0              | 1,2              | 0,9              | 0,4              | 6,3              | 15             | 5              | 13,7           | 41,3           | 17,6           | 73,7           | 1,7            | 1,0            | 0,5            | 0,1            | 3,7            |

### Статистика в NCAA
| Сезон   | Команда      | Conf  | Class | GP | GS | MPG  | FG%  | 3P%  | FT%  | RPG | APG | SPG | BPG | PPG  |
| ------- | ------------ | ----- | ----- | -- | -- | ---- | ---- | ---- | ---- | --- | --- | --- | --- | ---- |
| 2016/17 | Джорджия Тек | ACC   | FR    | 37 | 37 | 30,8 | 45,3 | 38,4 | 74,7 | 5,4 | 1,6 | 1,3 | 0,7 | 16,1 |
| 2017/18 | Джорджия Тек | ACC   | SO    | 24 | 24 | 36,4 | 41,6 | 38,0 | 82,1 | 6,3 | 2,5 | 1,8 | 1,0 | 18,2 |
| Всего   | Всего        | Всего | Всего | 61 | 61 | 33,0 | 43,7 | 38,2 | 77,7 | 5,8 | 2,0 | 1,5 | 0,8 | 16,9 |